# Kościół Indonezji Betel
Kościół Indonezji Betel (Gereja Bethel Indonesia, w skrócie GBI) – chrześcijański kościół zielonoświątkowy w Indonezji, ściśle związany z ogólnoświatowym Kościołem Bożym. W 2008 roku liczył 2,5 miliona wiernych w 5000 kościołach, co czyni go drugim co do wielkości kościołem w obrębie ruchu zielonoświątkowego w Indonezji po PCI. Siedziba kościoła GBI znajduje się w Dżakarcie. 
Początki ruchu zielonoświątkowego w Indonezji sięgają 1921 roku, GBI zostało oficjalnie zarejestrowane 9 grudnia 1972 roku.